# 六帶刺蓋魚
六帶刺蓋魚，又名六带剑盖鱼，俗名藍紋神仙，為輻鰭魚綱鱸形目鱸亞目蓋刺魚科的其中一個種。体形略高而呈卵圆形；背部的轮廓突出，头背于眼上方平直。

## 分布
本魚分布於印度太平洋區，包括斯里蘭卡、馬來西亞、泰國、越南、日本、台灣、印尼、菲律賓、新幾內亞、澳洲、密克羅尼西亞、新喀里多尼亞、帛琉、所羅門群島、萬納杜等海域。

## 深度
水深0~30公尺。

## 特徵
本魚體略高而呈卵圓形，吻鈍而小。體淡褐色，頭部有一白色條紋經過眼後，體側具有5條褐色的斜紋，身體密佈小斑點。尾鰭及尾柄部有藍色斑紋。背鰭硬棘13-14枚，軟條18~23枚；臀鰭硬棘3枚，軟條18~19枚。體長可達46公分。

## 生態
本魚棲息在珊瑚礁區，通常單獨或成對出現，屬雜食性，以藻類、海參、海綿等為食。

## 經濟利用
為高價值觀賞魚，無食用價值。